# Neoregelia gigas
Neoregelia gigas là một loài thực vật có hoa trong họ Bromeliaceae. Loài này được Leme & L.Kollmann mô tả khoa học đầu tiên năm 2007.